# Drag x Drive
Drag x Drive (ドラッグ アンド ドライブ, Doraggu Ando Doraibu) est un jeu vidéo de sport développé et publié par Nintendo, sorti le 14 août 2025 sur Nintendo Switch 2. Le jeu s'apparente à du basket-ball en fauteuil roulant et fait s'affronter les joueurs dans des matchs en 3 contre 3. Le jeu a été conçu pour tirer parti du mode souris des Joy-Con 2, les joueurs utilisant les commandes de mouvement pour imiter l'utilisation d'un fauteuil roulant pour se déplacer.

## Système de jeu
Drag x Drive est un jeu vidéo de sport centré sur le basket-ball en fauteuil roulant. Le joueur contrôle un robot dans un véhicule ressemblant à un fauteuil roulant avec pour objectif de tirer un ballon de basket dans le panier de l'adversaire,. Les matchs sont partagés entre deux équipes de trois joueurs qui doivent marquer plus de points que l'autre équipe à la fin du match,. Le joueur contrôle le robot à l'aide du mode souris des Joy-Con 2 pour imiter les mouvements d'un fauteuil roulant. 
Chaque Joy-Con contrôle une roue ; en déplaçant les deux Joy-Con, le fauteuil roulant avance, tandis qu'en déplaçant un seul Joy-Con, il tourne,,. Grâce au retour haptique du Joy-Con 2, ce mouvement imite des surfaces telles que le béton par le biais de vibrations,. Le joueur doit lever les bras et actionner les Joy-Con tout en visant le panier. Plus le joueur lance le ballon loin, plus il gagne de points. En outre, le joueur peut lever les bras pour indiquer à ses coéquipiers de passer le ballon et les applaudir. Les joueurs saisissent automatiquement le ballon s'il est au sol, ou ils peuvent percuter leurs adversaires pour leur faire perdre le contrôle du ballon.
Les matchs se déroulent dans des arènes sombres équipées de néons lumineux. Le périmètre du terrain de basket est équipé de demi-lunes, ce qui permet aux joueurs d'y effectuer des figures et de smasher le ballon dans le panier.

## Développement
Drag x Drive a été annoncé pour la première fois lors du Nintendo Switch 2 Direct le 2 avril 2025, avec une date de sortie prévue pour l'été 2025. Selon Nintendo, Drag x Drive ne devrait sortir qu'en version numérique. Le jeu a été mis à la disposition des journalistes et du public lors de la Nintendo Switch 2 Experience entre avril et juin 2025.

## Accueil

### Annonce du jeu
Lors de l'annonce du jeu, certaines critiques ont saluées le fait que le jeu représentait les handicaps sous un jour positif, à l'instar de Alana Hagues qui écrit pour Nintendo Life qu'il s'agissait d'un fantastique coup de projecteur sur les sports en fauteuil roulant, ainsi que sur les handicaps dans le sport en général, en raison du manque de représentation des sports en fauteuil roulant dans les jeux vidéo.
Les commentaires sur le gameplay ont été mitigés, certains journalistes qui ont assisté aux événements de présentation de la Nintendo Switch 2 ayant déclaré avoir ressenti des courbatures après y avoir joué,, Hagues parlant d'un « entraînement pour vos bras ». Cependant, d'autres critiques ont réagi plus positivement au gameplay, Kate Kozuch de Tom's Guide louant les contrôles comme étant immersifs, mentionnant que le jeu avait un « sérieux potentiel compétitif ». Robert Marrujo, écrivant pour Nintendojo, a décrit les contrôles comme étant naturels et faciles à apprendre, notant que les contrôles ressemblaient à ceux d'une salle d'arcade. De nombreux critiques ont comparé l'esthétique et le gameplay de Drag x Drive au jeu vidéo Rocket League de 2015,,, Rollin Bishop de GamesRadar+ qualifiant le gameplay de Drag x Drive de « quelque chose d'apparenté à Rocket League combiné au basket-ball de Wii Sports et à des voitures à remonter ».